# Абрамов Абрам Ізраїльович
Абрам Ізраїльович Абрамов (Боровицький) (1901 , Розсішки, Київська губернія  — 17 лютого 1938 , Ленінград ) — радянський політичний діяч.

## Біографія
Абрам Ізраїльович Боровицький народився 1901 року в Розсішках (нині — Уманський район Черкаської області України) у єврейській сім'ї.
З 1919 року — член РКП(б).
У 1919—1920 рр. служив у РСЧА.
1927 року закінчив Ленінградський державний університет.
З 1927 року в Карело-Мурманському комітеті.
З 20 грудня 1931 року по січень 1937 року — відповідальний та 1-й секретар Мурманського окружного комітету ВКП(б).
26 січня—10 лютого 1934 року був делегатом XVII з'їзду ВКП(б)
З січня 1937 року по липень 1937 року у резерві Ленінградського обласного комітету ВКП(б).
3 липня 1937 року заарештовано.
Абрама Ізраїльовича Абрамова розстріляно в Ленінграді 17 лютого 1938 року за вироком виїзної сесії ВКВС СРСР. Ймовірне місце поховання — спецоб'єкт УНКВС Ленінградської області «Левашово». Реабілітований посмертно.

## Нагороди
Абрама Абрамова нагороджено орденом Леніна за роботу у Мурманську.